# Suciu de Sus
Suciu de Sus is een Roemeense gemeente in het district Maramureș.
Suciu de Sus telt 4048 inwoners.